# Lerduveskytte

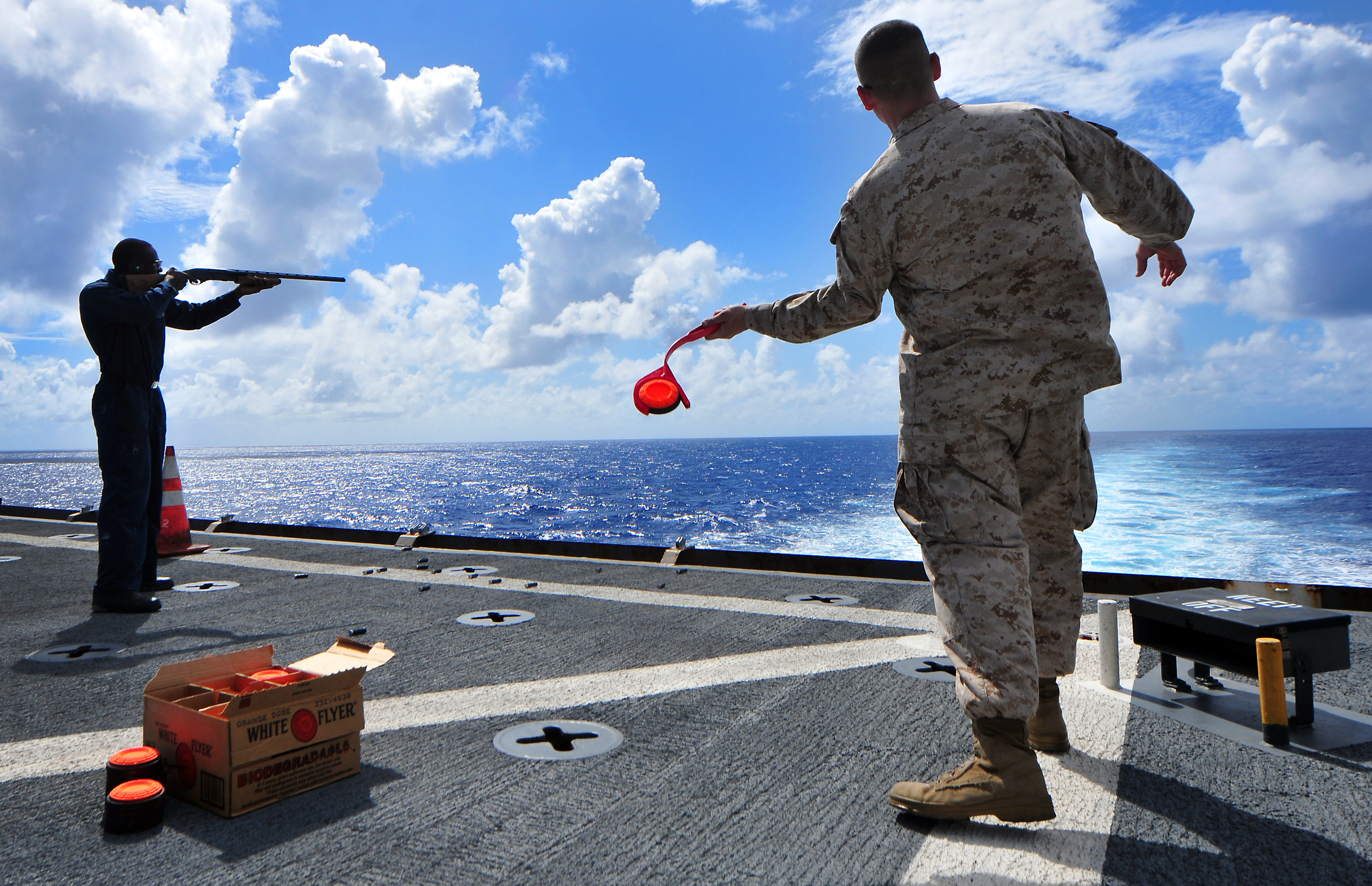
Lerduveskytte som rekreation ombord på landstigningsfartyget.

Lerduveskytte är en sportskyttegren för hagelgevär mot lerduvor, som kastats ut av en maskin eller för hand. Skeet, trap och sporting är exempel på discipliner som man kan träna och tävla i inom lerduveskytte. 
Lerduvan har en diameter på 110 mm och är 11 mm hög och har en form som påminner om en liten frisbee. Den är tillverkad av en blandning av asfalttjära och krita och splittras lätt när den träffas. Oftast är den målad i en väl synlig färg, till exempel orange.
En hagelpatron får vid lerduveskytte innehålla högst 28,5  gram hagel.
Högsta tillåtna vikt på hagel i patronerna skiljer sig beroende på gren. Sporting får t.ex. använda 28,5 gram, medan skeet får använda max 24,5 gram. Även storleken på hagel skiljer sig och olika storlekar är tillåtna i de olika grenarna. Max 2,6 mm i alla andra grenar än trap och dubbeltrap där 2,85 mm hagel får användas. 
Tekniskt handlar lerduveskytte om att göra en koordinerad kroppsrörelse, en "sving", och få en mjuk anläggning av hagelgeväret samt sedan söka upp det rörliga målet, lerduvan. Skytten begär fram duvan som, beroende på gren, slungas ut med olika hastighet och i olika vinklar från kastmaskinen.

## Tävlingsgrenar
Inom lerduveskytte finns flera discipliner, tävlingsgrenarna skeet och trap är olympiska grenar. 
- Dubbeltrap
- Nationell skeet
- Nordisk trap
- Skeet
- Trap
- DTL
- Sporting är ett samlingsnamn för jaktsimulerat skytte och finns i flera olika varianter. I Sverige är Engelsk sporting, fitasc sporting och compact sporting vanligast.